# Dawit Dschodschua
Dawit Dschodschua (georgisch დავით ჯოჯუა, beim Weltschachbund FIDE Davit Jojua; * 8. Juni 1989 in Samtredia, Imeretien, Georgische SSR, UdSSR) ist ein georgischer Schachspieler.
Bei der U10-Jugendeuropameisterschaft 1999 in Litochoro belegte er den dritten Platz, ebenso Dritter würde er bei der U14-Europameisterschaft 2002 in Iraklio. Bei der U16-Europameisterschaft 2005 in Herceg Novi wurde er hinter Sawen Andriasjan Zweiter. Im selben Jahr teilte er sich den Sieg bei der georgischen U16-Meisterschaft in Tiflis. 2009 gewann er das Tigran Petrosian Memorial in Tiflis.
Vereinsschach spielt er in der Türkei für Ordu İdmanyurdu Spor Kulübü.
Seit April 2009 trägt er den Großmeister-Titel. Die Normen hierfür erzielte er beim 1. Archil-Ebralidse-Memorial im April 2007 in Tiflis, das er gewann, bei der U20-Weltmeisterschaft im Oktober 2007 in Jerewan sowie bei der Einzeleuropameisterschaft im Mai 2008 in Plowdiw (mit Übererfüllung bei 6,5 Punkten aus 11 Partien). Auch bei der 2. Arcapita International Chess Championship im Februar 2009 in Manama erzielte er eine GM-Norm, die er jedoch nicht mehr benötigte, ebenso wenig wie seine fünfte GM-Norm beim 25. Open in Cappelle-la-Grande, wo er den fünften Platz erreichte. 2008 hatte er noch nicht die erforderliche Elo-Zahl von 2500 erreicht, so dass er noch fast ein Jahr warten musste, bis ihm der Titel verliehen werden konnte.
Seine Elo-Zahl beträgt 2557 (Stand: Juli 2023). Damit läge er auf dem vierten Platz der georgischen Elo-Rangliste, wird jedoch als inaktiv geführt, weil er seit der georgischen Einzelmeisterschaft 2020 keine Elo-gewertete Partie mehr gespielt hat. Seine bisher höchste Elo-Zahl war 2601 im Februar und März 2018.